# 埃佩尔蒂利
埃佩尔蒂利（法語：Épertully，法語發音：[epɛʁtyli]）是法国索恩-卢瓦尔省的一个市镇，属于欧坦区。

## 地理
埃佩尔蒂利（46°56'37"N, 4°36'25"E）面积3.36 平方千米，位于法国勃艮第-弗朗什-孔泰大區索恩-卢瓦尔省，该省份为法国中部省份，北起顺时针与科多尔省、汝拉省、安省、罗讷省、卢瓦尔省、阿列省和涅夫勒省接壤。
与埃佩尔蒂利接壤的市镇（或旧市镇、城区）包括：诺莱、尚日、圣热尔韦叙库什、赛西。

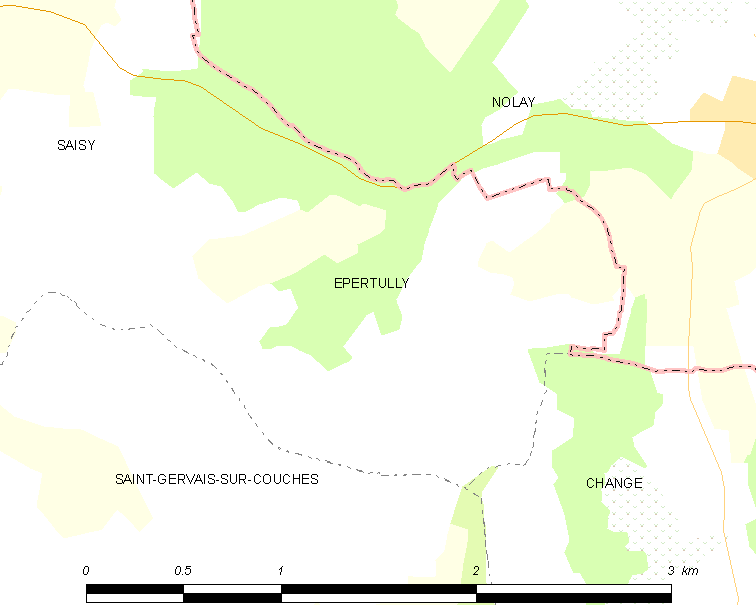
埃佩尔蒂利的OSM定位图

埃佩尔蒂利的时区为UTC+01:00、UTC+02:00（夏令时）。

## 行政
埃佩尔蒂利的邮政编码为71360，INSEE市镇编码为71188。

## 政治
埃佩尔蒂利所属的省级选区为欧坦第一县。

## 人口

1962-2008年间埃佩尔蒂利人口变化图示

埃佩尔蒂利于2022年1月1日时的人口数量为64人。